# Xia Wan
Xia Wan (* 9. April 1981) ist ein ehemaliger chinesischer Skilangläufer.

## Werdegang
Xia startete international erstmals bei der Winter-Universiade 2003 in Tarvisio. Dort belegte er den 71. Platz im Sprint, den 69. Rang über 10 km klassisch und den 60. Platz im 30-km-Massenstartrennen. Bei den Olympischen Winterspielen 2006 in Turin lief er auf den 50. Platz im Skiathlon, auf den 49. Rang über 15 km klassisch und auf den 15. Platz zusammen mit Li Geliang, Zhang Chengye und Zhang Qing in der Staffel. In der Saison 2006/07 holte er im Sprint in Changchun seinen einzigen Sieg im Far-East-Cup und gewann dort bei den Winter-Asienspielen 2007 die Bronzemedaille mit der Staffel und errang den zehnten Platz im Sprint. Seine besten Platzierungen bei den Nordischen Skiweltmeisterschaften 2007 in Sapporo waren der 41. Platz im Sprint und der 16. Rang mit der Staffel. Sein letztes internationales Rennen absolvierte er bei der Winter-Universiade 2009 in Yabuli. Dort kam er auf den 55. Platz im Sprint. Anfang Januar 2010 siegte er beim Vasaloppet China.

## Siege bei Continental-Cup-Rennen
| Nr. | Datum             | Ort       | Disziplin        | Serie        |
| --- | ----------------- | --------- | ---------------- | ------------ |
| 1.  | 31. Dezember 2006 | Changchun | Sprint klassisch | Far-East-Cup |